# Sociedade Brasileira de Matemática Aplicada e Computacional
A Sociedade Brasileira de Matemática Aplicada e Computacional (SBMAC), foi criada em 1º de novembro de 1978, durante o Primeiro Simpósio Nacional de Cálculo Numérico, realizado nas dependências do Instituto de Ciências Exatas da Universidade Federal de Minas Gerais, em Belo Horizonte, Minas Gerais.
Nessa oportunidade foi também designada a Comissão Organizadora incumbida de tratar dos trâmites administrativos para a instalação e funcionamento da Sociedade, assim como da elaboração de ante-projeto dos Estatutos. 

## Objetivos
A Sociedade Brasileira de Matemática Aplicada e Computacional está organizada com os seguintes propósitos: 1) Desenvolver as aplicações da Matemática nas áreas científicas, tecnológicas e industriais;  2) Incentivar o desenvolvimento e implementação de métodos e técnicas matemáticas eficazes a serem aplicadas para o benefício da Ciência e Tecnologia;  3) Incentivar a formação de recursos humanos em Matemática com ênfase ao conteúdo e à utilização eficiente dos recursos computacionais disponíveis; e  4) Promover o intercâmbio de ideias e informações entre as áreas de aplicações matemáticas.

## Atividades[1]
Destacam-se como atividades promovidas pela SBMAC: 
- a produção e a publicação de livros e periódicos que agrupam temas modernos da pesquisa da área;
- a organização anual do Congresso Nacional de Matemática Aplicada e Computacional (CNMAC);
- a realização e a produção de eventos com caráter científico e acadêmico pelo Brasil;
- a premiação como reconhecimento a trabalhos de Doutorado, Mestrado e Iniciação Científica relacionados à área e que foram desenvolvidos majoritariamente no Brasil.

## Presidentes[2]
Em ordem cronológica:
- 1979 - 1981: Odelar Leite Linhares
- 1981 - 1983: Marco Antonio Raupp
- 1983 - 1985: Marco Antonio Raupp
- 1985 - 1987: Paulo Jorge S. Paes Leme
- 1987 - 1989: Carlos Antônio de Moura
- 1989 -1991: Marco Antonio Raupp
- 1991 - 1993: Julio Cesar Ruiz Claeyssen
- 1993 - 1995: Ricardo Silva Kubrusly
- 1995 - 1997: Martin Tygel
- 1997 - 1999: Maria Cristina de Castro Cunha
- 1999 - 2001: Maria Cristina de Castro Cunha
- 2001 - 2003: Rubens Sampaio
- 2003 - 2005: Rubens Sampaio
- 2005 - 2007: Jose Alberto Cuminato
- 2007 - 2009: Jose Alberto Cuminato
- 2009 - 2011: Geraldo Nunes Silva
- 2012 - 2013: Geraldo Nunes Silva
- 2014 - 2015: Antônio José da Silva Neto
- 2016 - 2017: Antônio José da Silva Neto
- 2018 - 2019: Carlile Lavor
- 2020 - 2021: Pablo M. Rodriguez
- 2022 - 2023: Pablo M. Rodriguez
- 2024 - 2025: Carlos Hoppen